# Queridomus grenvillei
Queridomus grenvillei är en snäckart som först beskrevs av Brazier 1876.  Queridomus grenvillei ingår i släktet Queridomus och familjen Helicarionidae. Inga underarter finns listade i Catalogue of Life.